# Güeros
Güeros è un film del 2014 diretto da Alonso Ruizpalacios. 
Per il regista teatrale messicano Ruizpalacios si tratta dell'esordio al cinema. Girato in bianco e nero, è stato presentato nella sezione Panorama al Festival internazionale del cinema di Berlino dove ha vinto il premio alla miglior opera prima.

## Trama
La storia si svolge nel 1999. Tomàs è un adolescente ribelle di quindici anni che vive con la madre single a Veracruz. Suo fratello Federico, detto Sombra, studia all'università di Città del Messico. 
Dopo che Tomàs commette l'ennesima marachella, sua madre decide di spedirlo per un po' di tempo dal fratello, che vive in uno squallido appartamento della metropoli insieme al suo amico Santos. Una volta lì, Tomàs non ci mette molto a capire che i suoi nuovi coinquilini non sono meno matti di lui: Santos ha un problema di gestione della rabbia, Sombra è perennemente malinconico, e al momento sembrano entrambi impegnati nello "sciopero contro lo sciopero" che i loro compagni di studio hanno organizzato all’UNAM.
Fortunatamente, Tomás ha portato con sé il suo walkman e una vecchia musicassetta dell'album Los Güeros di Epigmenio Cruz, una delle poche cose che gli rimangono del padre. Tomás è convinto che Epigmenio Cruz sia l'unico artista rimasto in grado di salvare la scena rock messicana dalla rovina, o forse era suo padre a pensarlo. Ad ogni modo, quando legge sul giornale che Cruz è stato ricoverato in fin di vita in ospedale, Tomás si mette in testa che deve assolutamente andare a salutarlo e convince Sombra e Santos ad accompagnarlo in automobile. Giunti in ospedale Tomàs scopre che il suo idolo d'infanzia è scomparso. Coinvolgendo anche Ana, la ragazza di cui Sombra è innamorato, i ragazzi decidono di proseguire le ricerche allo zoo dove lavora inseguendolo in un viaggio on the road attraverso il dedalo della metropoli messicana.
Il termine güeros (letteralmente biondi) in Messico può assumere molteplici significati e può indicare coloro che non appartengono a una precisa classe sociale. Nel film si riferisce anche all'album musicale di Epigmenio Cruz, Los Güeros.

## Riconoscimenti
| Anno | Evento                                              | Categoria                                     | Risultato       |
| ---- | --------------------------------------------------- | --------------------------------------------- | --------------- |
| 2014 | Festival internazionale del cinema di Berlino       | Miglior opera prima                           | Vincitore/trice |
| 2014 | Premio Fénix                                        | Miglior musica                                | Candidato/a     |
| 2014 | Jerusalem Film Festival                             | Miglior opera prima straniera                 | Vincitore/trice |
| 2014 | Festival internazionale del cinema di San Sebastián | Horizons Award                                | Vincitore/trice |
| 2014 | Festival internazionale del cinema di San Sebastián | Youth Jury Award                              | Vincitore/trice |
| 2014 | Tribeca Film Festival                               | Miglior fotografia                            | Vincitore/trice |
| 2014 | Tribeca Film Festival                               | Miglior regista esordiente                    | Vincitore/trice |
| 2014 | Tribeca Film Festival                               | Miglior film                                  | Candidato/a     |
| 2015 | Premio Ariel                                        | Miglior film                                  | Vincitore/trice |
| 2015 | Premio Ariel                                        | Miglior regia                                 | Vincitore/trice |
| 2015 | Premio Ariel                                        | Miglior opera prima                           | Vincitore/trice |
| 2015 | Premio Ariel                                        | Miglior fotografia                            | Vincitore/trice |
| 2015 | Premio Ariel                                        | Miglior suono                                 | Vincitore/trice |
| 2015 | Premio Ariel                                        | Miglior attore a Tenoch Huerta                | Candidato/a     |
| 2015 | Premio Ariel                                        | Miglior attrice a Ilse Salas                  | Candidato/a     |
| 2015 | Premio Ariel                                        | Miglior attore esordiente a Sebastián Aguirre | Candidato/a     |
| 2015 | Premio Ariel                                        | Miglior sceneggiatura                         | Candidato/a     |
| 2015 | Premio Ariel                                        | Miglior montaggio                             | Candidato/a     |
| 2015 | Premio Ariel                                        | Miglior musica                                | Candidato/a     |
| 2015 | Premio Ariel                                        | Miglior scenografia                           | Candidato/a     |
| 2015 | Palm Springs International Film Festival            | Miglior film straniero                        | Candidato/a     |